# 東通エーヴィセンター

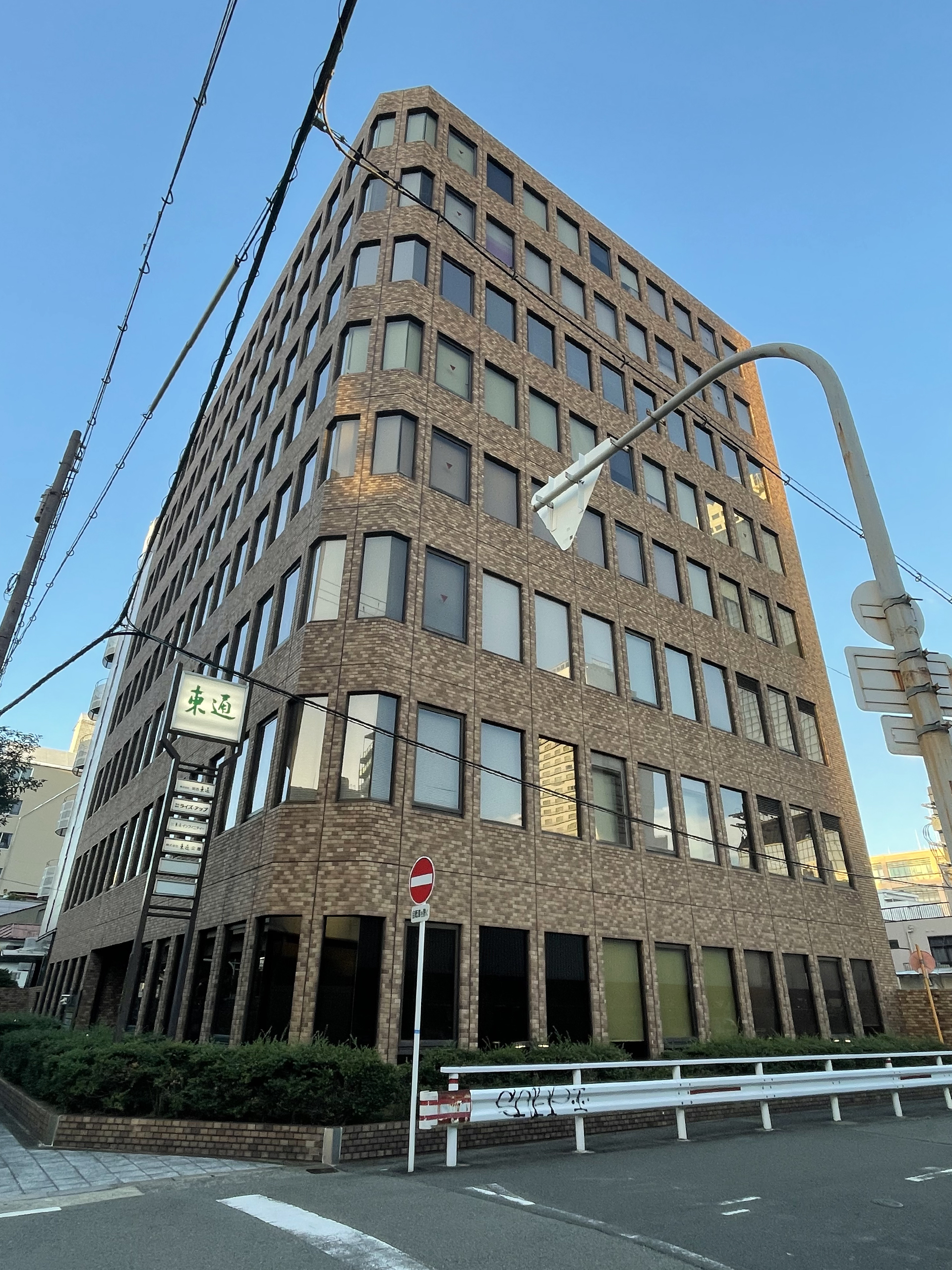
本社

株式会社東通エーヴィセンター（とうつうエーヴィセンター、英文表記：TOTSU AV CENTER CO.,Ltd.）は、東通グループ及び関西東通（旧大阪東通→東通大阪支社）傘下のメンバーが中心となるテレビ番組の編集・CG・MA・SEを行うポストプロダクションである。1987年（昭和62年）1月5日設立。エンドロール表示は「東通AVセンター」である。
2012年（平成24年）4月1日から当社と東通クリエイトを事業譲受の統合して設立し、東通エーヴィセンターから株式会社東通インフィニティーへ商号変更した。

## 所在地・代表者
- 大阪市北区大淀中1-16-7 OMビル
- 代表取締役 : 小池芳明

## 主な編集技術番組

### 販売用DVD作品
- 探偵ナイトスクープDVD
- 阪神タイガース オリジナルDVDブック 猛虎列伝
- 夏の甲子園 不滅の名勝負
- '06夏の甲子園 〜早稲田実業初優勝〜
- 金本知憲　祝！2000本安打達成への軌跡
- 藤川球児 気力一瞬 〜熱闘の46セーブ〜
- 陣内智則 NETA JIN

## 関連会社
- 関西東通
- 東通企画